# Gabriel Abreu (pianista y organista)
Gabriel Abreu (f. 1952) fue un pianista y organista español. Interpretó obras como Noches en los jardines de España, de Manuel de Falla, e Iberia, de Isaac Albéniz.